# Hydrophorus zaitzevianus
Hydrophorus zaitzevianus är en tvåvingeart som beskrevs av Negrobov 1978. Hydrophorus zaitzevianus ingår i släktet Hydrophorus och familjen styltflugor.
Artens utbredningsområde är Mongoliet. Inga underarter finns listade i Catalogue of Life.